# Kalao (Cameroun)
Pour les articles homonymes, voir Kalao.
Kalao est un village du Cameroun situé dans le département de la Bénoué et la région du Nord, à proximité de la frontière avec le Tchad. Il fait partie de la commune et du lamidat de Bibemi.

## Population
Lors du recensement de 2005, la localité comptait 730 habitants, principalement des Mambay. On y parle le mambay.